# August Jordan
Pour les articles homonymes, voir Jordan.
August Jordan (né le 17 juillet 1872 à Bovenden et mort le 4 mai 1935 à Delmenhorst) est un homme politique allemand (SPD).

## Biographie

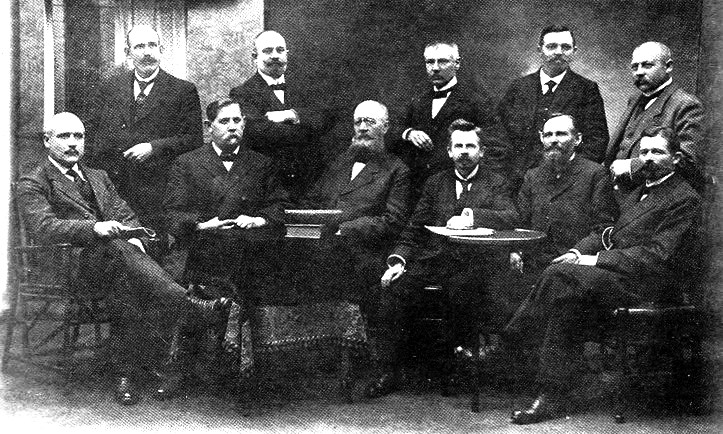
Premier debout de gauche, August Jordan, groupe parlementaire SPD au Landtag d'Oldenbourg

Jordan étudie à l'école élémentaire de Bovenden. Il gagne ensuite sa vie comme fabricant de cigares. Vers 1890, il rejoint le Parti social-démocrate d'Allemagne (SPD). De 1905 à 1919, il est secrétaire ouvrier à temps partiel et de 1913 à 1919, il travaille comme commis aux expéditions et rédacteur en chef du Norddeutsche Volksblatt, un journal SPD paru à Rüstringen .
En 1899, Jordan est élu au conseil municipal de Delmenhorst, dont il est membre jusqu'en 1903, puis à nouveau de 1908 à 1919, plus récemment en tant que magistrat.
En 1911, Jordan devient député du Landtag d'Oldenbourg, auquel il sera membre jusqu'en 1928, même après la tourmente de la révolution de 1918. De 1923 à 1925, il occupe le poste de vice-président du Landtag. Lorsque la révolution éclate, il préside avec Eduard Schoemer (de) l'assemblée du peuple sur la place du marché de Delmenhorst, qui compte des milliers de personnes. Dans son discours, il appelle au droit à l'autodétermination pour tous les citoyens, au rejet de l'État autoritaire et à la mises en garde contre les fauteurs de troubles révolutionnaires qui sont les ennemis du mouvement ouvrier. L'assemblée élit Jordan comme conseiller municipal. Le 11 novembre, il devient membre du conseil d'administration de l'État libre d'Oldenbourg et le restera jusqu'à sa dissolution le 17 juin 1919. En janvier 1919, il s'oppose à une tentative de coup d'État des spartakistes de Brême et libère le maire de Delmenhorst emprisonné, Hermann Hadenfeldt. Lors du congrès du parti SPD du 29 décembre 1918, la Jordanie est désignée comme candidat à l'Assemblée nationale de Weimar aux côtés de Paul Hug (de) et Otto Vesper (de) d'Osnabrück. Il succède à Hug dans le processus de succession du 22 juin au 5 juillet 1919, lorsqu'il représente la 15e circonscription (Aurich-Osnabrück-Oldenburg) à l'Assemblée nationale. Après la démission de Jordan, son mandat est repris par Marie Behncke (de).
Du 1er mai 1919 au 30 juin 1933, Jordan est maire de Delmenhorst et est responsable du système d'aide sociale, du bureau du logement, de la jeunesse et des assurances, ainsi que des écoles professionnelles. En raison de ses mérites dans ces activités, Jordan est démis de ses fonctions de maire et prend sa retraite quelques mois après la prise de pouvoir par le commissaire d'État national-socialiste de Delmenhorst, conformément à l'article 4 de la loi sur la restauration de la fonction publique. Quelques semaines après avoir pu faire valoir son droit au paiement de sa pension en 1935, Jordan est décédé des suites d'un accident vasculaire cérébral .
Aujourd'hui, l'August-Jordan-Straße et l'August-Jordan-Heim à Delmenhorst rappellent encore les activités politiques de Jordan et ses services à la ville.